# Anatoli Polisxuk
Anatoli Polisxuk (ucraïnès: Анатолій Антонович Поліщук)  (Raion de Bereznivski, 11 de gener de 1950 - 7 de juny de 2016) fou un jugador de voleibol ucraïnès que va competir sota bandera de la Unió Soviètica durant les dècades de 1970 i 1980.
El 1976 va prendre part en els Jocs Olímpics d'Estiu de Mont-real, on guanyà la medalla de plata en la competició de voleibol.
En el seu palmarès també destaquen una medalla d'or (1978) i una de plata (1974) al Campionat del Món de voleibol; una medalla d'or (1977) a la Copa del Món de voleibol i dues medalles d'or (1975 i 1977) al Campionat d'Europa de voleibol.
A nivell de clubs jugà a l'SKA de Rostov-on-Don (1971-1972) i el CSKA de Moscou (1972-1983), amb qui guanyà onze lligues soviètiques (1973-1983), dues Copes de l'URSS (1980 i 1982) i sis Copes d'Europa (1973, 1974, 1975, 1977, 1982 i 1983).